# Proletariado

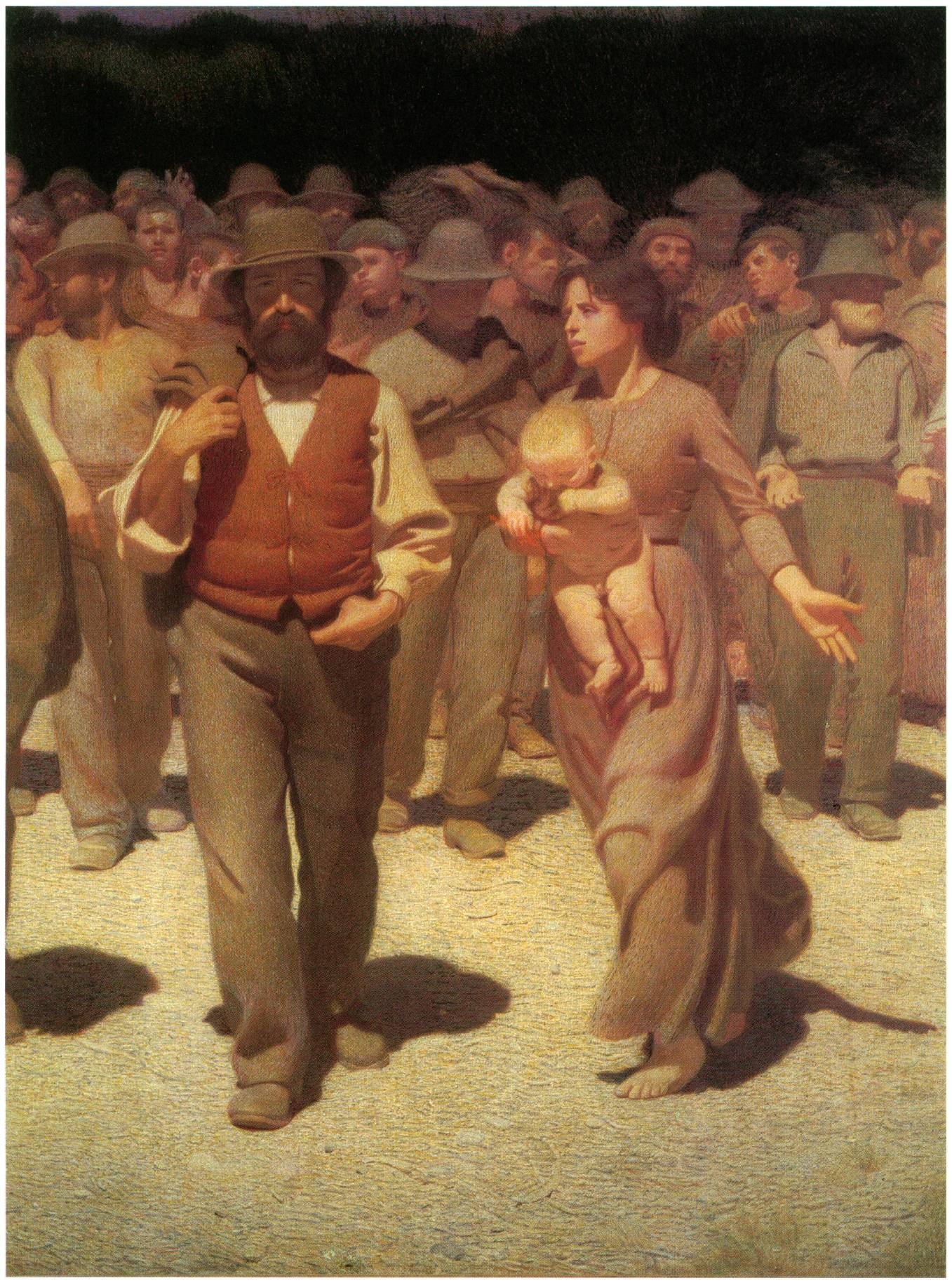
El Cuarto Estado, de Pellizza da Volpedo, 1901.

Proletariado (del latín proles, «linaje» o «descendencia») es el término utilizado para designar a la clase social constituida por los proletarios. En el modo de producción capitalista se denomina así a quienes carecen de capital, control sobre los medios de producción y sobre la distribución, y se ven en la necesidad de arrendar su fuerza de trabajo a cambio de un salario.
La problemática del origen del proletariado y su relevancia social se remonta a la Revolución Industrial, cuando hubo un cambio significativo en la estructura social y económica de muchas sociedades. El proletariado, que se refiere a la clase social de trabajadores asalariados que no poseen los medios de producción y que dependen de vender su fuerza de trabajo para sobrevivir, surgió como consecuencia de la industrialización y la concentración de la propiedad en manos de la burguesía.
Desde entonces, la relación del proletariado con los ámbitos políticos, económicos, sociales y culturales ha sido fundamental. Aquí hay algunas consideraciones sobre cada uno de estos aspectos:
1. Político: El surgimiento del proletariado llevó a la formación de movimientos políticos como el socialismo y el comunismo, que buscaban mejorar las condiciones de vida de los trabajadores y luchar por la igualdad social y económica. Estos movimientos han tenido un impacto significativo en la historia y en la configuración de sistemas políticos en diferentes países.
2. Económico: El proletariado ha sido una fuerza impulsora en la lucha por mejores condiciones laborales, salarios justos y derechos laborales. La organización sindical y la negociación colectiva son herramientas importantes que han utilizado los trabajadores para mejorar su situación económica y proteger sus intereses frente a los empleadores y al poder económico concentrado.
3. Social: El proletariado ha sido históricamente una clase social marginada y explotada, lo que ha llevado a conflictos sociales, movimientos de protesta y luchas por la justicia social. La lucha por la igualdad de oportunidades, el acceso a la educación, la vivienda digna y la atención médica son algunas de las demandas sociales que han surgido del movimiento obrero.
4. Cultural: La cultura obrera ha sido un aspecto importante en la historia del proletariado, con expresiones artísticas, literarias y musicales que reflejan las experiencias, luchas y aspiraciones de los trabajadores. La solidaridad, la resistencia y la identidad colectiva son temas recurrentes en la cultura obrera.
Para resumir , la problemática del origen del proletariado y su relevancia social se manifiesta en su relación con los ámbitos políticos, económicos, sociales y culturales, marcando un importante capítulo en la historia de la lucha por la justicia social y la igualdad.

## Origen y evolución del término

### El proletariado en el Derecho Romano

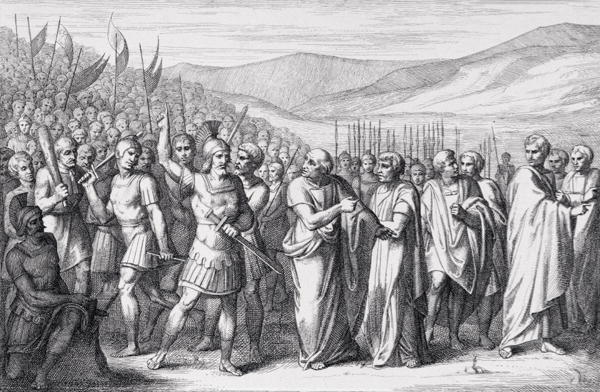
Secessio plebis, una forma de protesta en la antigua Roma en la que los plebeyos abandonaban la ciudad, provocando el colapso de la economía.

El término es originario de la República Romana, aunque perduró también en la Roma Imperial, en la que los proletarii eran los ciudadanos de la clase más baja, los Capite censi, que no tenían propiedades y solamente podían aportar prole (hijos) para engrosar los ejércitos del imperio. 
El origen del término está probablemente ligado al censo que las autoridades realizaban cada 5 años, en el que se registraba a los ciudadanos y a sus propiedades, y del que se desprendían sus obligaciones militares y sus privilegios de voto. Para personas sin propiedades (o con propiedades sin valor alguno) se registraban los hijos ("prōlēs") en lugar de éstas. El nombre proletario, por tanto, proviene de "proletarius" que significa "aquel que produce hijos" o "que cuida hijos", ya que la única contribución a la sociedad romana era la de producir hijos que luego podían ser soldados del ejército.
Hasta las reformas de Cayo Mario no podían tener armas ni participar en el ejército.
Los proletarii eran ciudadanos de sexta clase —había cinco clases de propietarios o terratenientes— en principio estaban excluidos del servicio militar hasta las reformas de Cayo Mario que permitió dar armas a los proletarios y por tanto su participación en el ejército.

### El proletariado en la Inglaterra delsigloXVIy la Revolución francesa - 1789
El término, desaparecido durante la Edad Media, vuelve a aparecer en Inglaterra en el siglo XVI para designar a la cuarta o última clase social.[cita requerida] Su uso permaneció hasta el siglo XVIII con pequeñas variaciones de significado.
Con la Revolución francesa, el término toma un nuevo significado. El proletariado es la clase de trabajadores excluidos de derechos pero con conciencia de su situación —virtuosos—. Este significado positivo se da junto un significado negativo que posteriormente representará el lumpemproletariado.

### El proletariado en la teoría marxista -sigloXIX

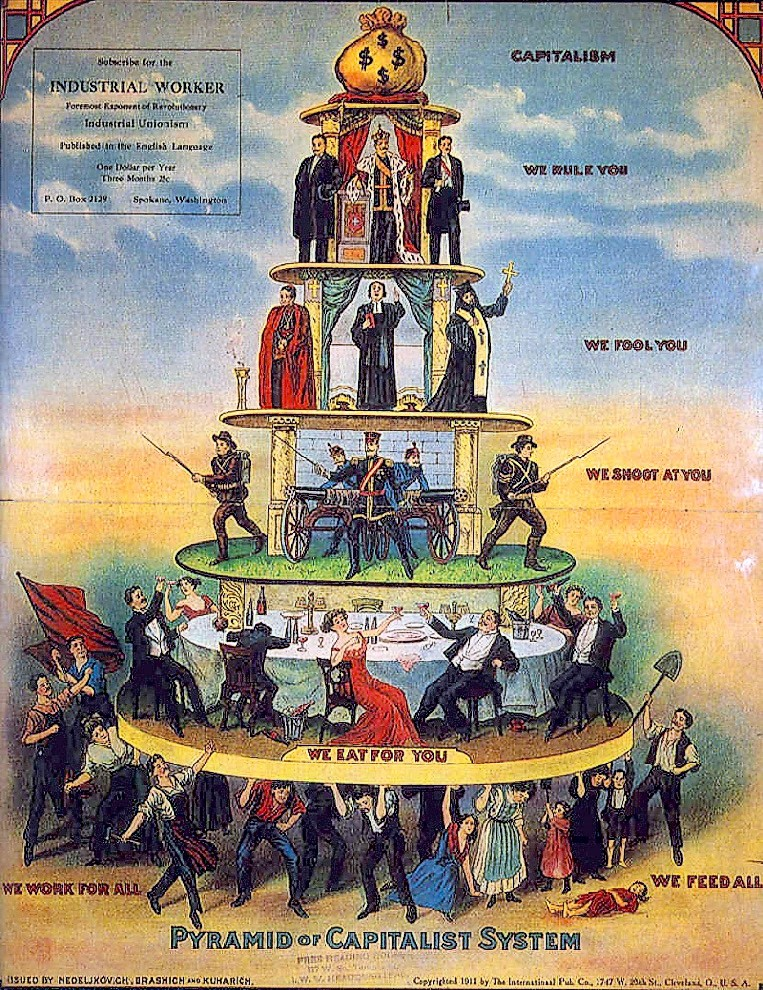
Pirámide del sistema capitalista, alegoría crítica del capitalismo. El proletariado trabaja para todos y alimenta a todos (The proletariat "work for all" and "feed all"). Publicación sindical de 1911 de trabajadores industriales.

El concepto de proletariado como clase de trabajadores explotados en la sociedad industrial aparece en el lenguaje de los premarxianos y socialistas en las dos primeras décadas del siglo XIX. Para Henri de Saint-Simon el proletariado es la masa de los que no tienen propiedad; Para Louis A. Blanqui el proletariado tiene dos usos, es tanto el trabajador pobre, como el trabajador frente al capitalista.
Muchos eruditos liberales de Europa Occidental -que se ocupaban de ciencias sociales y económicas- señalaron las similitudes socioeconómicas de la clase obrera industrial moderna en rápido crecimiento y los proletarios clásicos. Una de las primeras analogías se encuentra en el artículo de 1808 del filósofo y politólogo francés Hugues Felicité Robert de Lamennais "Réflexions sur l'état de l'église en France pendant le 18ieme siècle et sur sa situation actuelle". Su obra De l'esclavage moderne se tradujo posteriormente al inglés con el título "Modern Slavery".
El economista e historiador liberal suizo Jean Charles Léonard de Sismondi fue el primero en aplicar el término proletariado a la clase obrera creada bajo el capitalismo, y cuyos escritos fueron citados con frecuencia por Karl Marx. Es muy probable que Marx conociera el término estudiando las obras de Sismondi.
Durante la segunda mitad de la década de 1840 el concepto de proletario está profundamente reelaborado por los comunistas y, en particular, por Friedrich Engels y Karl Marx —quien estudió Derecho Romano en la Universidad de Berlín—, como un elemento fundamental de la doctrina del socialismo y el comunismo. El término es utilizado para identificar a la clase baja sin propiedades ni recursos que solamente podían trabajar y tener hijos —el proletariado o clase obrera— grupo antagónico de la clase burguesa o capitalista.
El término designa para estos autores la clase de trabajo de los obreros asalariados, quienes en la producción de bienes económicos que se venden como mano de obra que pagan los empresarios capitalistas. El proletariado es una mercancía cuyo precio, el salario, está sujeto a las leyes del mercado y debería caer gradualmente, ya que se procura una saturación cada vez mayor de la oferta de trabajo —ejército industrial de reserva o mano de obra sobrante—. El proletario, de acuerdo con la doctrina marxista, es un elemento característico de la sociedad capitalista moderna.

#### El proletariado en el manifiesto comunista
En el Manifiesto comunista, Marx y Engels, definen al proletariado del siguiente modo:

Por proletarios se comprende a la clase de trabajadores asalariados modernos, que, privados de medios de producción propios, se ven obligados a vender su fuerza de trabajo para poder existir.

En la teoría marxista el proletariado es por tanto la clase social que no tiene la propiedad de los medios de producción. Por lo tanto, la única fuente de ingresos para los proletarios es la venta de su trabajo, de su fuerza de trabajo. El proletariado nació a raíz de la revolución industrial por la segunda mitad del siglo XVIII en Inglaterra y se repitió luego en todos los países civilizados del mundo.
El marxismo ve el proletariado y la burguesía (la clase propietaria) como inherentemente hostiles, al defender intereses antagónicos, lo que se manifiesta, por ejemplo, en que los trabajadores de las fábricas desean que los sueldos sean tan altos como sea posible, mientras que los empresarios desean que los costos, y por lo tanto los salarios, sean tan bajos como sea posible. Para Marx, esta es la peor de las contradicciones que se concreta de manera clara en lo que denomina período de producción hegemónicamente capitalista, donde se producirá la lucha de clases (entre los intereses opuestos de proletariado y burguesía), y que considera el motor de la historia.
Según la teoría marxista, el proletariado es una de las clases fundamentales en la sociedad capitalista, que carece de propiedad sobre los medios de producción y se ve obligada a vender su fuerza de trabajo para proporcionarse en los medios de subsistencia. El proletariado surgió en el seno de la sociedad feudal. El desarrollo del capitalismo está acompañado de la descomposición de la pequeña producción mercantil, del empobrecimiento de los campesinos y artesanos, que pasaron a engrosar las filas del proletariado. Su explotación aumenta con el desarrollo de las fuerzas productivas del capitalismo. Para Marx, la superación del modo de producción capitalista sería superado por la toma de conciencia por parte del proletariado de sus intereses objetivos. A través de este proceso, se lograría detener el proceso de dominación capitalista para llegar, en el pensamiento de Marx, a una verdadera historia de la humanidad.

### Otros enfoques
Según Raymond Aron (1955), el proletariado incluye a los "empleados que trabajan con sus manos en las fábricas", es decir, a los obreros.
Otras fuentes asocian el proletariado con toda o parte de la clase trabajadora, como el Trésor de la langue française informatisé:
- "Proletariado": [En la teoría marxista] Parte de la clase obrera consciente de la explotación de que es objeto en el sistema capitalista, y que trabaja para poner fin a esta explotación mediante la revolución
- "Proletario": [En la teoría marxista, referido a las sociedades industriales caracterizadas por el modo de producción capitalista] Trabajador perteneciente a la clase social que no posee los medios de producción y que, para vivir, debe vender su fuerza de trabajo por la que recibe un salario y mediante la cual crea plusvalía}}. [19].

Según la francesa Encyclopædia Universalis (1966-2012):
- "El concepto de proletariado es diferente del de clase obrera".[20]

En 1925, Edmond Goblot ensanchó la noción de capital incluyendo el "capital humano" (principalmente relaciones/amistades y diplomas). Así, además de la lucha de clases, habría una nueva discriminación social entre diplomados y no diplomados. Pierre Bourdieu lo desarrolla en La Distinction (obra de 1979) bajo el concepto de capital cultural. Autores contemporáneos asemejan la proletarización al fenómeno del empobrecimiento y la exclusión Por último, según Raoul Vaneigem, "el proletariado ha perdido su nombre puesto que la mayoría de los ciudadanos forman parte de él "

### Proletariado y tiempos de producción - siglos XIX a XX
Desde Marx esa discusión ha atravesado toda la historia de la lucha de clases: la gran batalla del capitalismo contra quienes están en la vereda opuesta a la élite es la batalla por el tiempo. Para Marx ese “robo” correspondía a una teoría de la enajenación pero pronto la discusión se hizo más compleja. La producción en cadena promovió que el obrero perdiera el control que tenía sobre los tiempos de producción.
Haciendo una cronología breve; el artesanado preindustrial tenía total control del tiempo sobre su trabajo. Posteriormente, la aparición del reloj y la producción industrial primitiva configuraron un modelo de producción determinado por “fechas” en la cual se comienza a promover una visión “productiva” que incentivaba la cultura capitalista. En ese tiempo, quien no trabajaba era condenado a muerte. Fue la primera fase de la creación de un ejército de reserva. Luego, la máquina determinó un “mínimo” productivo más alto el cual se traducía en control del tiempo del obrero sobre su trabajo; y fue ahí donde Marx denunció explotación. La producción en cadena definitivamente llevó al proletariado a convertirse en un engranaje (como magistralmente muestra Chaplin en Tiempos Modernos) en un proceso que diferencialmente también empezaría a comprometer al campesinado y artesanado marginal. La aparición de una clase media sin inscripción de clase hizo que sólo una fracción privilegiada del proletariado pudiera negociar un estándar mínimo de vida a través del modelo económico keynesiano, que se creó para salvar al capitalismo de su ruina tras la gran crisis de 1929.
La crisis económica mundial de 1973 prepara una profundización del proyecto de control de tiempo capitalista sobre el proletario. Aquí se promueven las bases del reemplazo del fordismo bajo un nuevo sistema de producción llamado toyotismo, cual es la base del sistema neoliberal. Conceptos clave de este modelo son flexibilidad laboral, organización industrial multidimensional y nueva relación concepción-ejecución en el tiempo de trabajo. En Chile, en 1975-1978 se realiza por primera vez, de modo experimental, un modelo completo de este perfil industrial; pero será universalmente expandido desde 1980 bajo los gobiernos de Thatcher (Inglaterra) y Reagan (EE. UU.) bajo un programa integral, político, sociocultural y económico, llamado neoliberalismo que es la radicalización de las doctrinas liberales clásicas. Acá los tiempos de producción del obrero son llevados al mínimo histórico, teniendo la estructura de producción total control y dominio sobre la labor del proletariado.

## Proletariado posindustrial: cognitariado y precariado
En la sociedad posindustrial del conocimiento se tiende a asimilar “proletariado” con “cognitariado”: quien solo posee su cognición, que es la “fuerza de trabajo” que tiene que ofrecer en el mercado. Precisamente por la creciente inseguridad laboral y social (pérdida de puestos de trabajo, deslocalizaciones, rápida obsolescencia profesional...) se considera que el término “precariado”[cita requerida] es hoy prácticamente un sinónimo de “proletariado”.
El término precariado es un neologismo, una expresión tomada del estudio de la Fundación Friedrich Ebert, vinculada al partido socialdemócrata alemán SPD, cuyo título en castellano puede traducirse como “la sociedad en transformación”. En este estudio el término hace referencia a personas con contratos de trabajo temporales, o que pasan largas temporadas en el desempleo, con bajos salarios cuando trabajan, sin formación y sin redes familiares.